# America's Army
America's Army er et computerspil udviklet af USA's hær med henblik på at rekruttere soldater.
I dag er det blevet et vældig populært spil – og ikke kun til rekrutteringsformål. I spillet er der lagt meget fokus på det taktiske element, ligeledes har man forsøgt at gøre spillet så realistisk som muligt. Man har f.eks. ikke særlig meget liv sammenlignet med mange andre 1. persons skydespil. Man går hovedsageligt rundt, det vil sige at der ikke er køretøjer med i spillet. Dog har man implementeret dette element i patch 2.7 der udkom i september 2006 (AA:SF Overmatch).
PC version 1.0, med undertitlen "Recon", var udgivet den 4. juli 2002. Siden har der været mange opdateringer, og der kommer jævnligt nye.